# Dausenau
Dausenau – miejscowość i gmina w Niemczech, w kraju związkowym Nadrenia-Palatynat, w powiecie Rhein-Lahn, od 1 stycznia 2019 wchodzi w skład gminy związkowej Bad Ems-Nassau. Do 31 grudnia 2018 wchodziła w skład gminy związkowej Bad Ems. Jest uznaną miejscowością wypoczynkową (niem. Erholungsort).

## Położenie geograficzne
Dausenau leży bezpośrednio nad rzeką Lahn. Stare centrum miasta, otoczone murami miejskimi, rozwinęło się po obu stronach małego dopływu Lahn, Unterbach, którego ujście jest obok starego, historycznego ratusza.

## Historia
Dausenau było jednym z najstarszych miejscowości Księstwa Nassau i herb przedstawia lwa z Nassau. W 1348 wieś otrzymała prawa miejskie, które później zostały ponownie utracone. W tym samym czasie miasto zostało otoczone murami miejskimi. Pieczęcie z Dausenau przedstawiały od co najmniej XV w. do 1568 pieczęć z herbem i św. Kastorem. Św. Kastor jest patronem miejscowego kościoła. Na pieczęci z XVIII w. przedstawiono tylko wizerunek Lady Justice, bez tarczy z lwem. Obecny herb, który wraca do starej pieczęci, został nadany w 1937.
Do XVIII w. okoliczna ludność utrzymywała się z rzbołóstwa, rolnictwa, sadownictwa, winiarstwa, leśnictwa, produkcji węgla drzewnego i młynarstwa. Brak połączeń doliny z zapleczem ograniczał rozwój miasta. Budowa kolei w 1862 na południowym brzegu Lahn i mostu w 1902 spowodowała znaczną rozbudowę miasta na południowym brzegu rzeki.

## Kultura i zabytki
Kościół św. Kastora, którego romańska wieża została zbudowana około 1179. Wczesnogotycki, trójnawowy, krużgankowy kościół powstał w 2. dekadzie XIV w. W kościele znajdują się malowidła ścienne z XIV i XVI w., które zrekonstruowano w 1902, a także ołtarz skrzydłowy z ok. 1500 z figurami patrona i tablicami z życia Marii Panny. Podczas prac konserwatorskich i remontowych na początku lat 90. w kościele odkryto różne groby. Oprócz różnych elementów biżuterii znaleziono również fragment muszli św. Jakuba. Na spichlerzu kościelnym znajdują się ślady schroniska pielgrzymkowego.

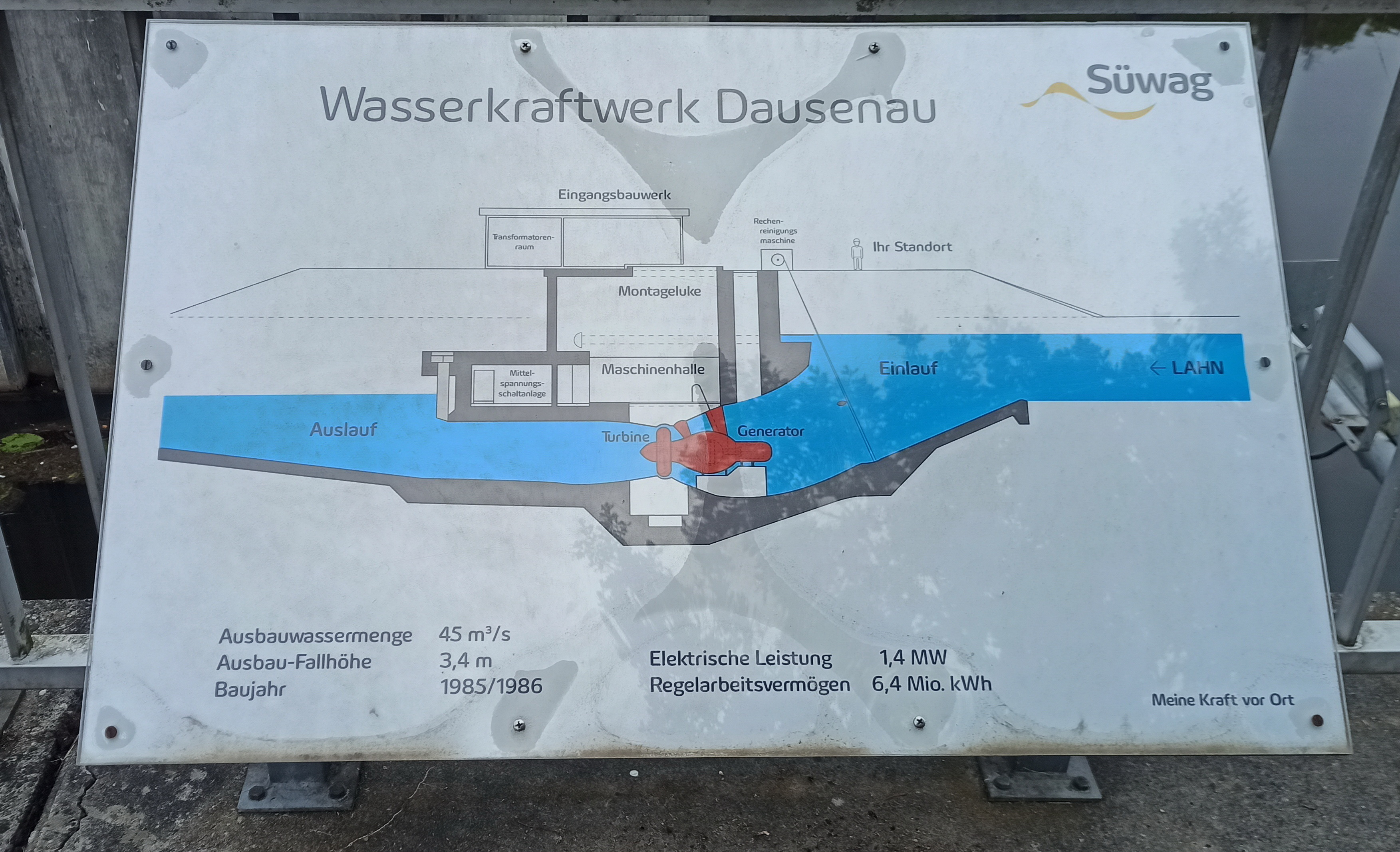
Tablica informacyjna elektrowni wodnej Dausenau (2022)

Średniowieczny obronny mur pierścieniowy jest nadal w dużej mierze nienaruszony. Z siedmiu baszt miejskich fortyfikacji zachowała się wieża bramna i krzywa wieża, która pochyliła się w XIX i XX w. i w celu odciążenia w 1950 zdjęto z niej ciężki dach i rozebrano 7,5 m murów. Jej odchylenie od pionu wynosi 5,22° (wieża w Pizie 3,97°). Z pozostałych pięciu wież pozostały tylko fundamenty. 
Tuż obok wieży bramnej rośnie ok. 800-letni (w przekazach ludowych 1100-letni) dąb szypułkowy o obwodzie pnia 8,10 m (2014).
Na terenie gminy przy śluzie Dausenau na 122,4 km biegu rzeki Lahn w latach 1985/1986 wybudowano małą elektrownię wodną z turbiną Kaplana o mocy 1,4 megawata. Według operatora generuje ona średnio 6,4 mln kilowatogodzin energii elektrycznej rocznie (patrz tablica informacyjna).

## Galeria

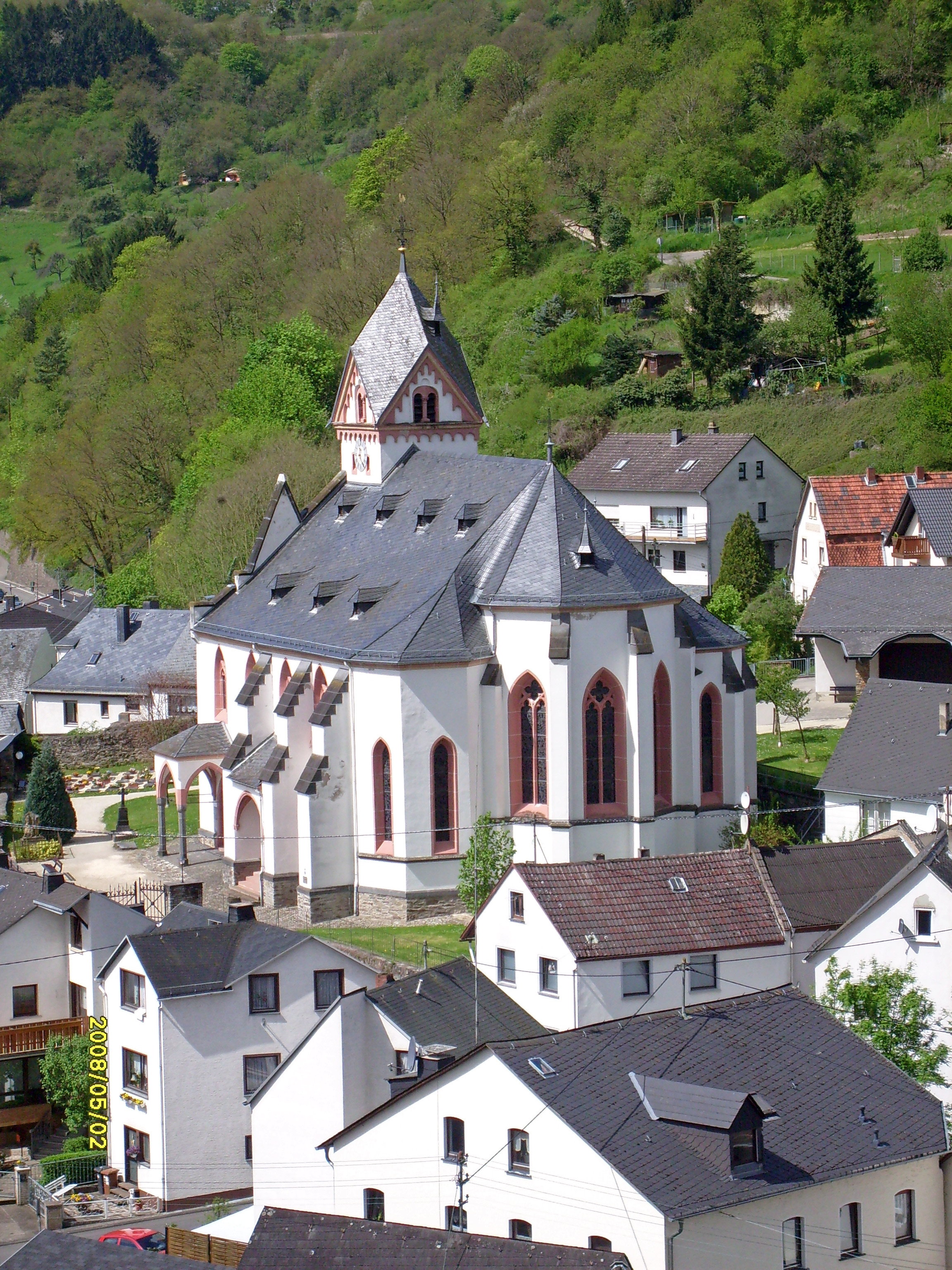
Średniowieczny kościół św. Kastora z romańską wieżą
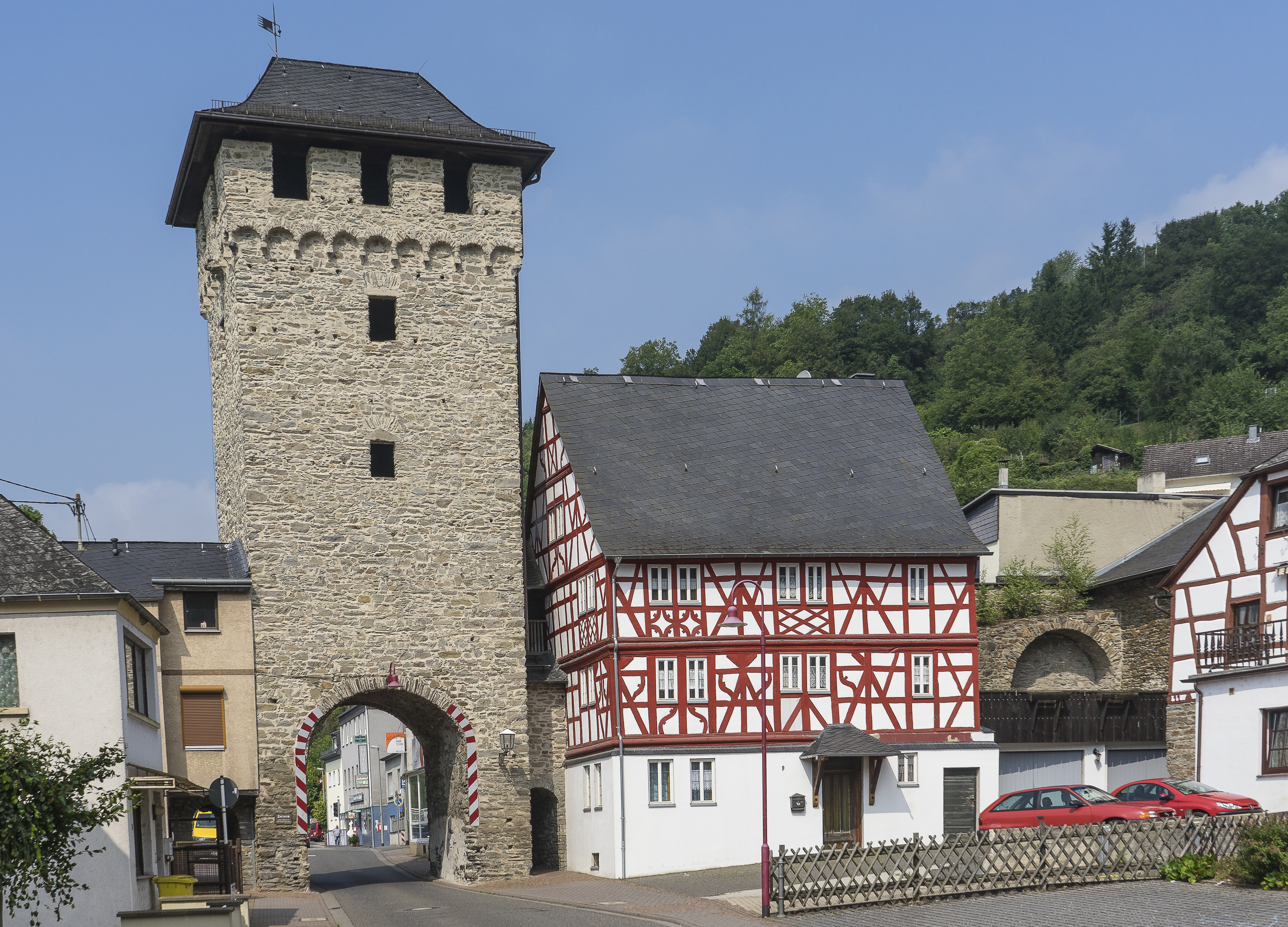
Wieża bramna (1384-1385)
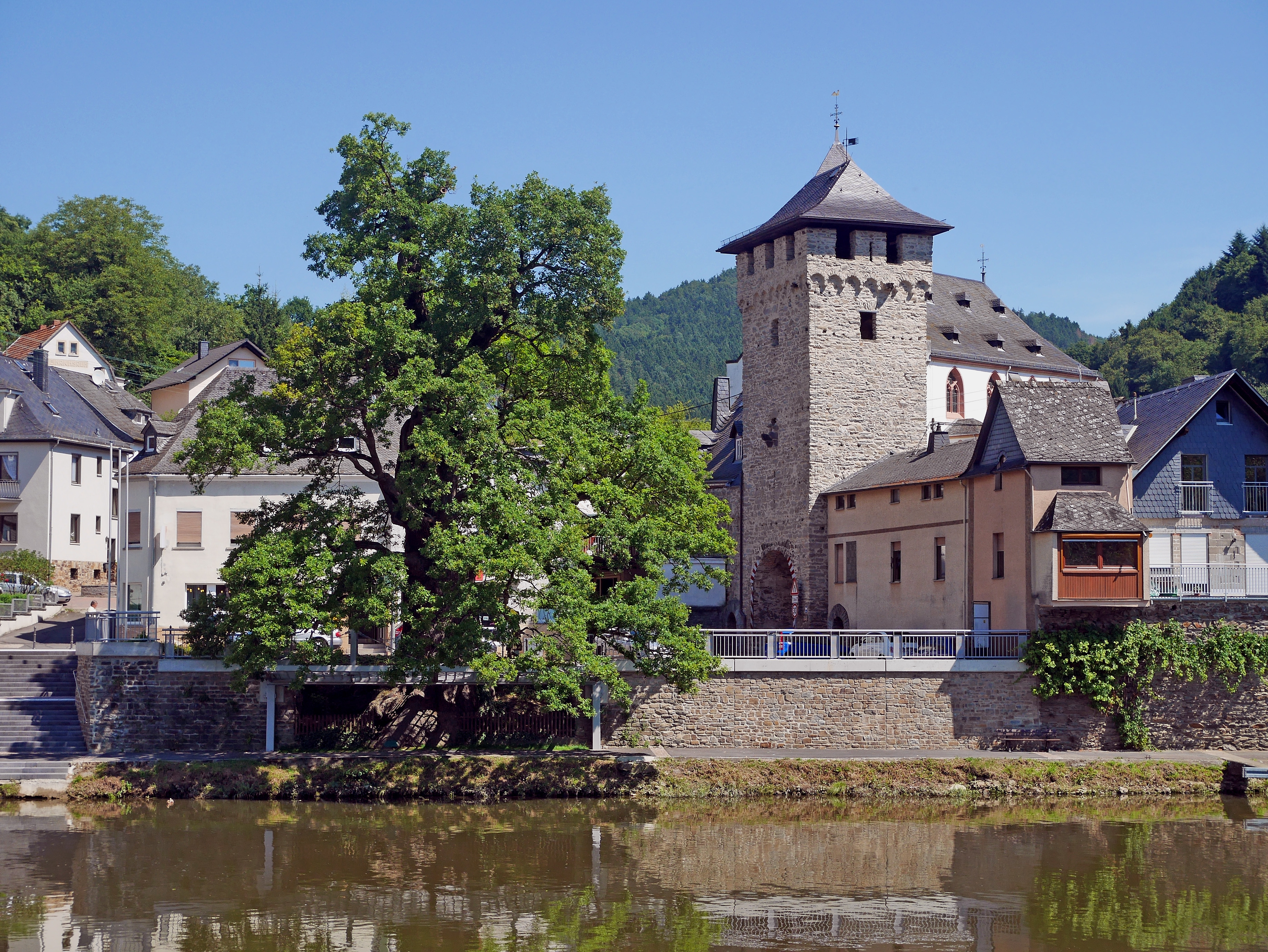
Stary ok. 800-letni dąb (w historii ludowej 1100-letni) w okolicy wieży bramnej
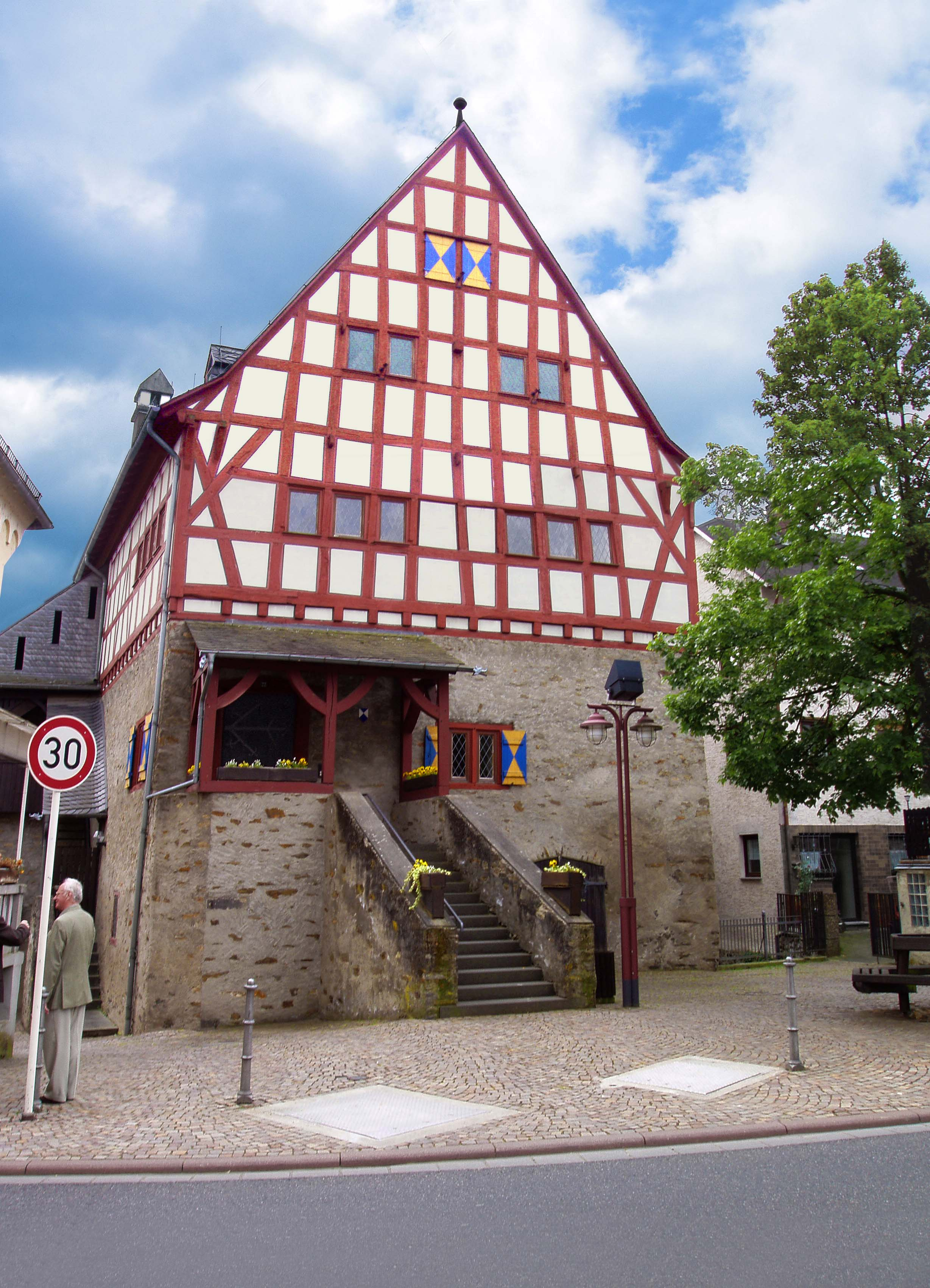
Stary ratusz z 1434
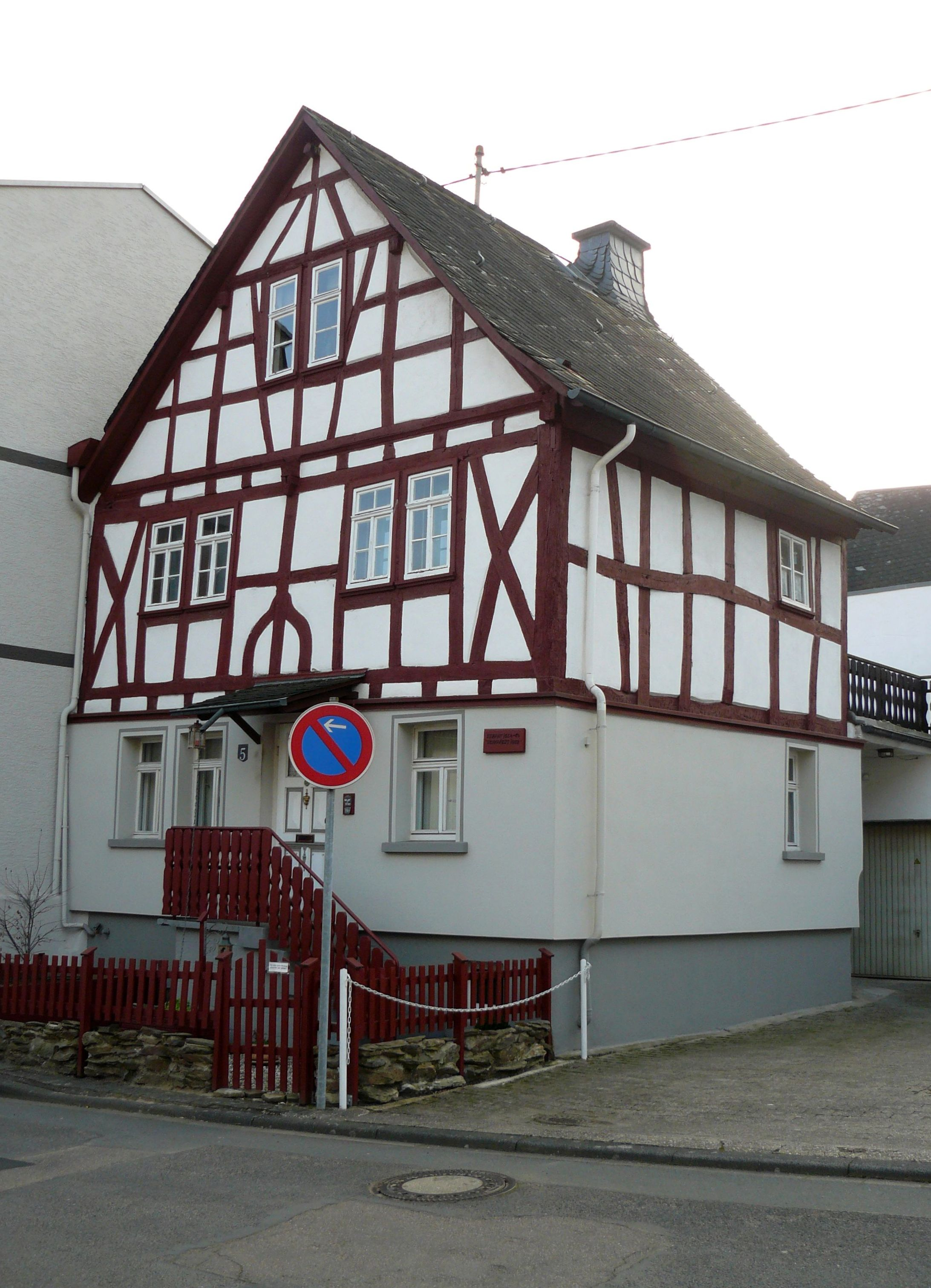
Dom szachulcowy z 1554
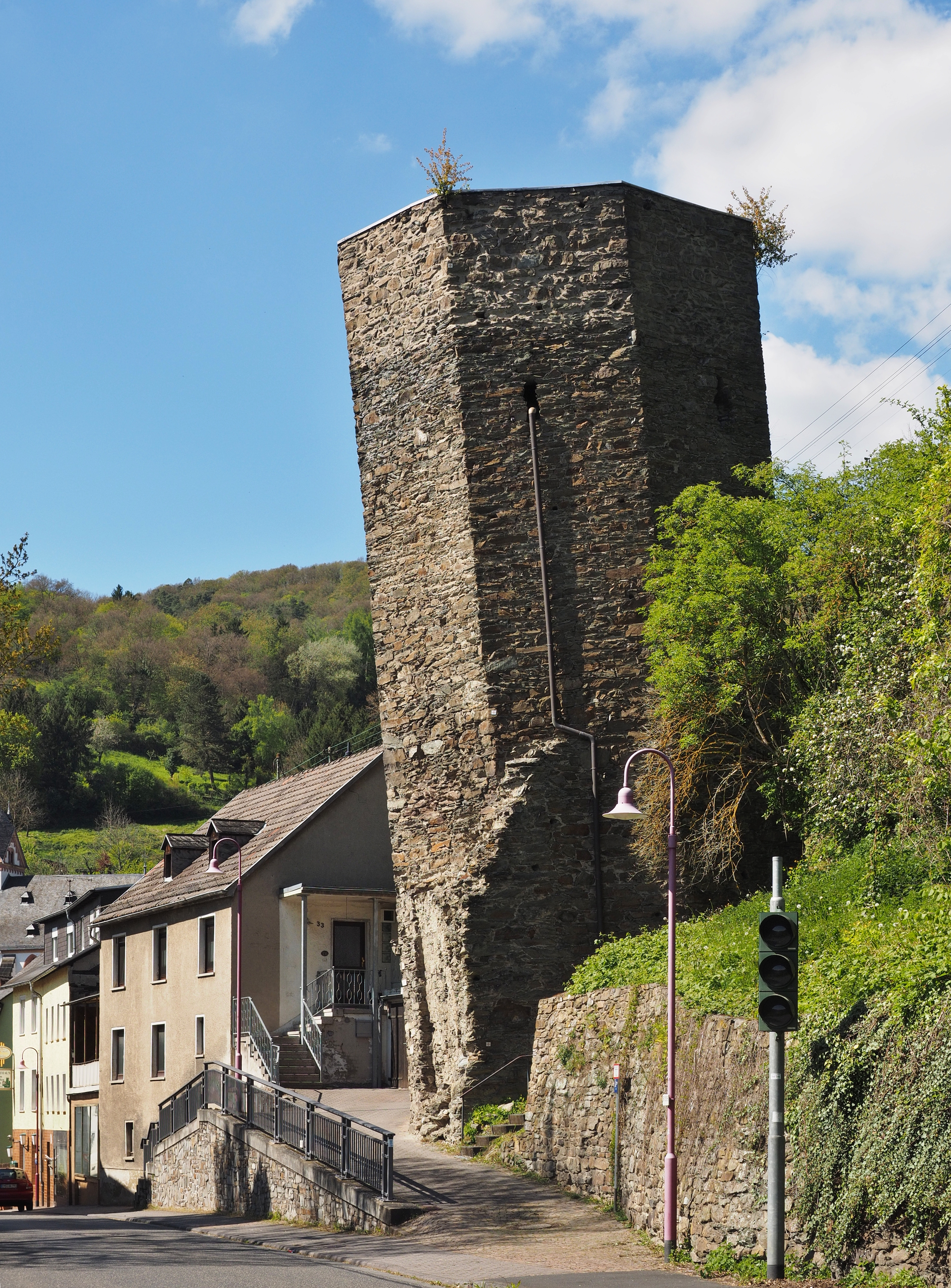
Krzywa wieża z drugiej połowy XIV w.
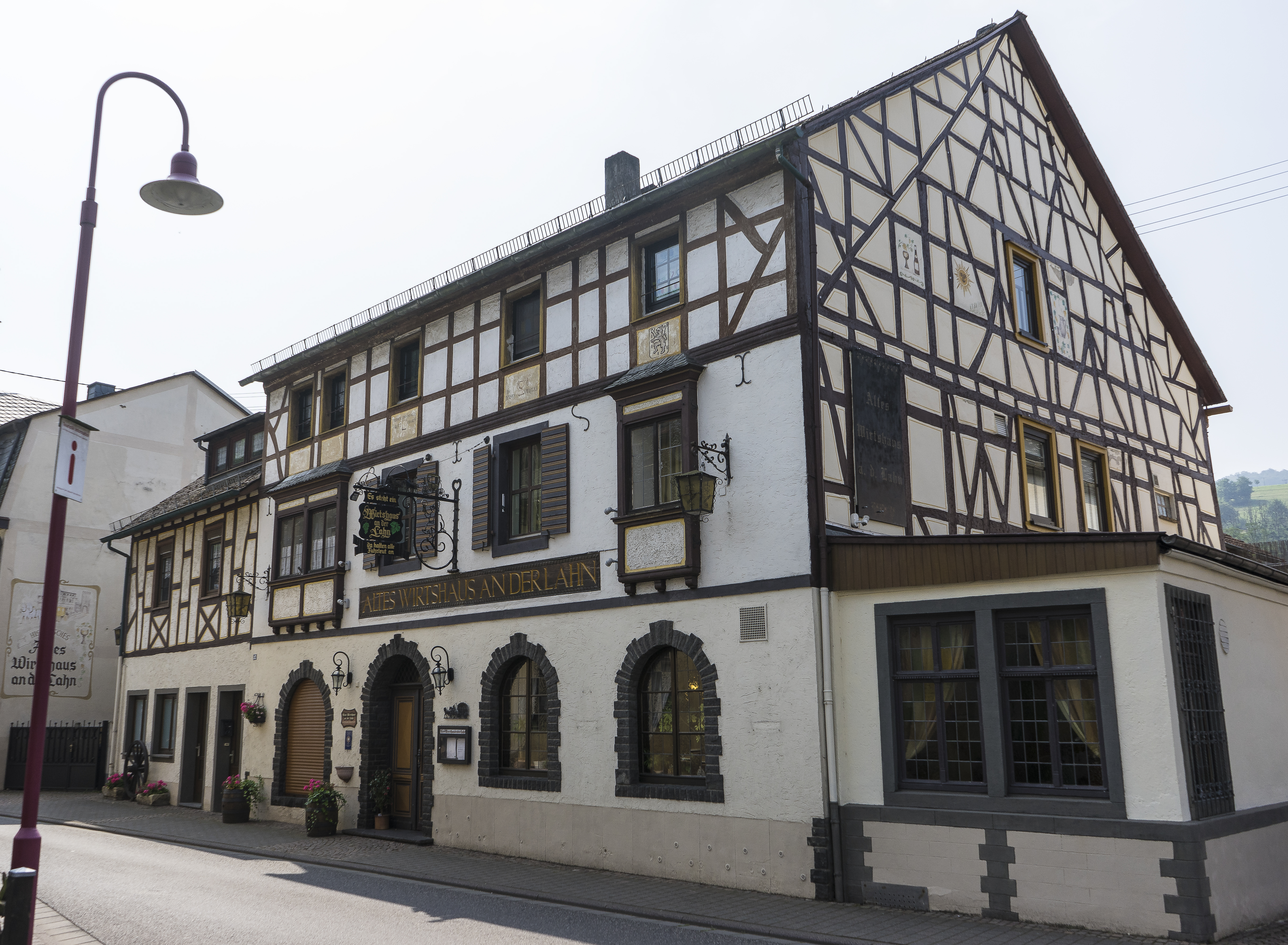
Stary zajazd (1650) (Altes Wirtshaus)